# Análisis de correspondencias múltiples
En estadística, análisis de correspondencias múltiples (ACM) es una técnica de análisis de datos para datos categóricos nominales, utilizado para detectar y representar estructuras subyacentes en un conjunto de datos. Esto se hace representando los datos como puntos en un espacio vectorial de baja dimensión. El ACM es similar al análisis de componentes principales, sólo que este último se usa para datos numéricos y el ACM para datos categóricos. Además, el ACM es una extensión del análisis de correspondencias simple (AC) para un conjunto grande de variables categóricas.

## Como una extensión del Análisis de Correspondencias
El ACM se lleva a cabo aplicando el algoritmo de AC a la matriz de indicadores (también llamada tabla disyuntiva completa– TDC) o la tabla de Burt  formada a partir de estas variables. Una matriz de indicadores es una matriz de individuos × variables , donde las filas representan a los individuos y las columnas son indicadores binarios que representan a las categorías de las variables. Analizar la matriz de indicadores permite la representación directa de los individuos como puntos en espacio geométrico. La tabla de Burt es la matriz simétrica que contiene las tabulaciones cruzadas para cada pareja de variables categóricas y es el análogo de la matriz de covarianzas para variables continuas. El análisis de la tabla de Burt es una generalización más natural del Análisis de Correspondencias simple, y los individuos, o las medias de los grupos, pueden añadirse como puntos suplementarios es la representación gráfica. 
En la aproximación mediante la matriz indicadora,  las asociaciones entre variables son representadas gráficamente como "mapas", facilitando la interpretación de la estructura de los datos. Igual que en el Análisis Factorial o en el Análisis de Componentes Principales, el primer eje es la dimensión más importante, el segundo eje la segunda más importante, y así sucesivamente, en relación la cantidad de inercia explicada. El número de ejes a retener se determina calculando valores propios modificados.

## Extensiones y trabajos recientes
En años recientes, varios alumnos de Jean-Paul Benzécri han refinado el ACM y lo han incorporado en un marco más general del análisis de datos conocido como Análisis Geométrico de Datos. Esto implica el desarrollo de conexiones directas entre análisis de correspondencias simples, análisis de componentes principales y ACM con una forma de Análisis de conglomerados (clusters) conocido como clasificación euclidiana.
Dos extensiones tienen un uso práctico importante.
- Es posible incluir, como elementos activos en el ACM, varias variables cuantitativas. Esta extensión se denomina análisis factorial de datos mixtos (ver abajo).
- Muy a menudo, en los cuestionarios, las cuestiones están estructuradas en varios asuntos. En el análisis estadístico es necesario de tener en cuenta esta estructura. Este es el objetivo del Análisis de Factorial Múltiple qué equilibra los diferentes asuntos (i.e. los grupos diferentes de variables) dentro de un análisis global y proporciona, además de los resultados clásicos de análisis factorial (principalmente gráfico de individuos y de categorías), varios resultados (indicadores y gráficos) concretos de la estructura de grupo.

## Campos de aplicación
En las ciencias sociales, ACM es discutiblemente mejor en su aplicación por Pierre Bourdieu, notablemente en sus libros La Distinción, Homo Academicus y La Nobleza Estatal.  Bourdieu argumentó que había un enlace interno entre su visión del social como espacial y relacional, capturado por la idea de campo, y las propiedades geométricas del ACM. Los sociólogos que siguen a Bourdieu optan a menudo por el análisis de la matriz de indicadores, más que la de Burt, en gran parte debido a la importancia central de acuerdo al análisis del 'nube de los individuos'.

## Análisis de Correspondencias Múltiples y Análisis de Componentes Principales
El ACM puede ser visto también como un ACP aplicado a la tabla disyuntiva completa (complete disjunctive table CDT). Para hacer este, el CDT tiene que ser transformado como sigue. Sea   {\displaystyle y_{ik}} el término general del CDT. {\displaystyle y_{ik}} es igual a 1 si el individuo i  posee la categoría k y 0 si no. Denotemos con {\displaystyle p_{k}} la proporción de individuos que poseen la categoría k. El CDT transformado (TCDT) tiene término general:
{\displaystyle x_{ik}=y_{ik}/p_{k}-1}
Un ACP no estandarizado aplicado a TCDT, con peso para las columnas {\displaystyle p_{k}}es lo mismo que un ACM.
Esta equivalencia es plenamente explicada en un libro reciente de Jérôme Pagès. Juega una función teórica importante porque abre la manera al tratamiento simultáneo de variables cuantitativas y cualitativas. Dos métodos simultáneamente analizan estos dos tipos de variables: análisis de factor de datos mixtos y cuándo las variables activas son divididas en varios grupos: análisis de factor múltiple.

## Software
Hay numerosos softwares de análisis de datos que permiten realizar análisis de correspondencia múltiple, como STATA y SPSS. Asimismo, en R mediante el paquete FactoMineR (también es posible utilizar otros paquetes) es posible realizar análisis de correspondencia múltiple. El uso de este último está relacionado con un libro que describe los métodos básicos para implementar un ACM.